# Heiligenfenster (Quéménéven)

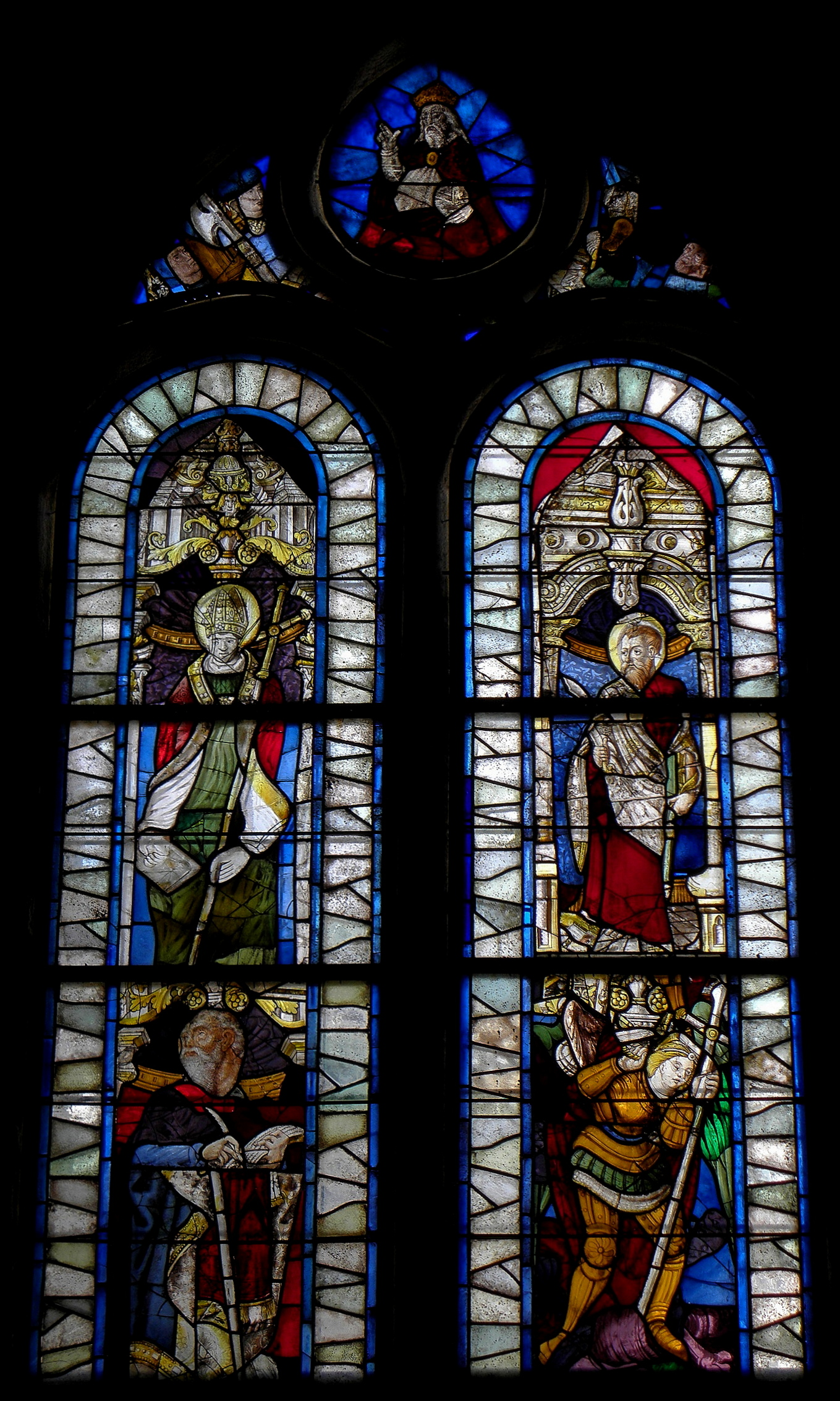
Heiligenfenster in Quéménéven

Das Heiligenfenster in Quéménéven, einer französischen Gemeinde im Département Finistère der Region Bretagne, wurde Mitte des 16. Jahrhunderts geschaffen. Das Bleiglasfenster in der Kapelle Notre-Dame im Ortsteil Kergoat wurde 1898 als Monument historique in die Liste der geschützten Objekte (Base Palissy) in Frankreich aufgenommen.
Das Fenster Nr. 6 im Chor wurde von einer unbekannten Werkstatt geschaffen. Es zeigt auf zwei Lanzetten vier Heilige, die Darstellungen stammen aus verschiedenen Fenstern und wurden im 19. Jahrhundert hier zusammengefasst.
Im Maßwerk ist der segnende Gottvater dargestellt, links und rechts davon sind Soldaten zu sehen.
Neben dem Heiligenfenster sind noch neun weitere sehenswerte Fenster aus dem 15. bzw. 16. Jahrhundert in der Kapelle erhalten (siehe Navigationsleiste).

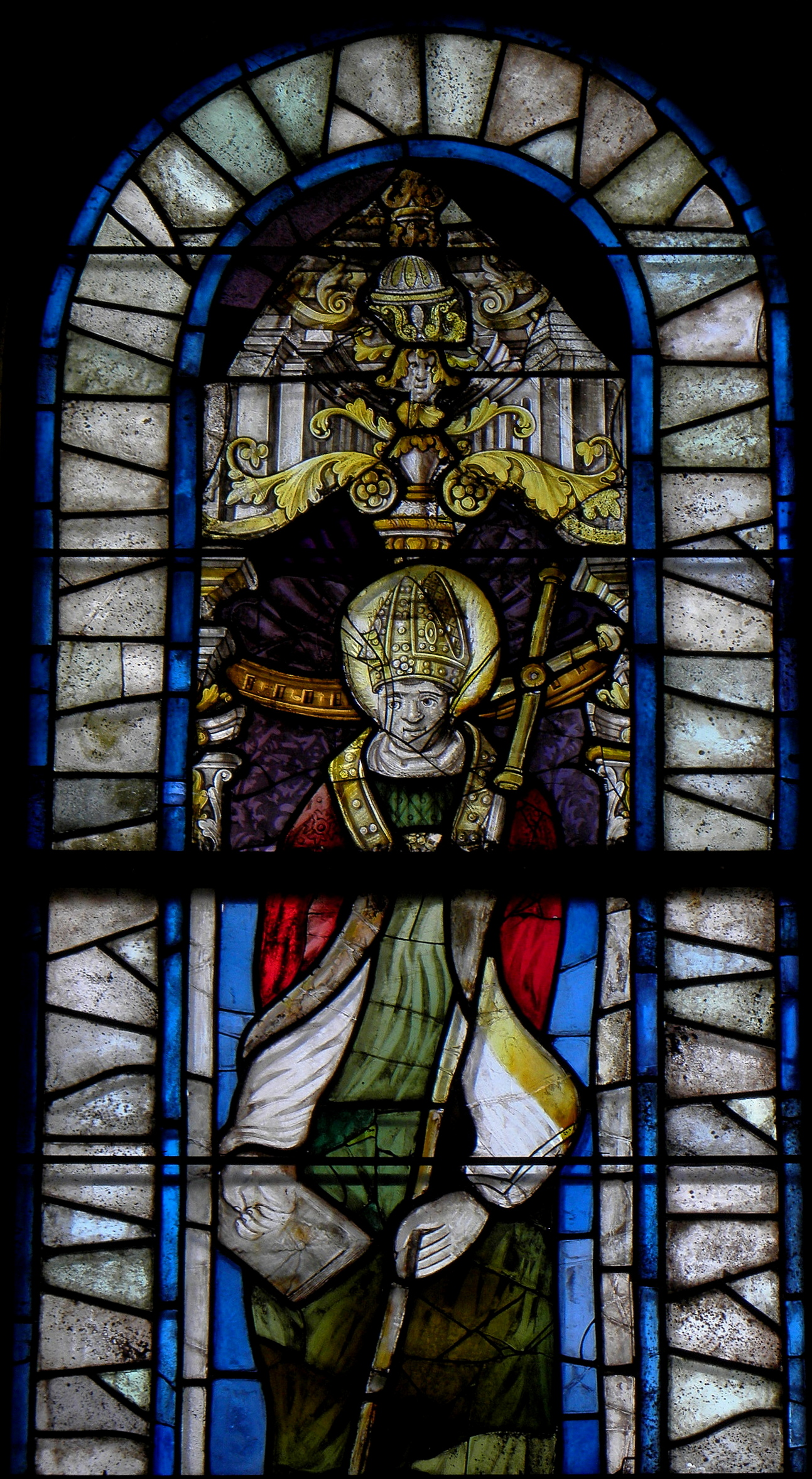
Bischof
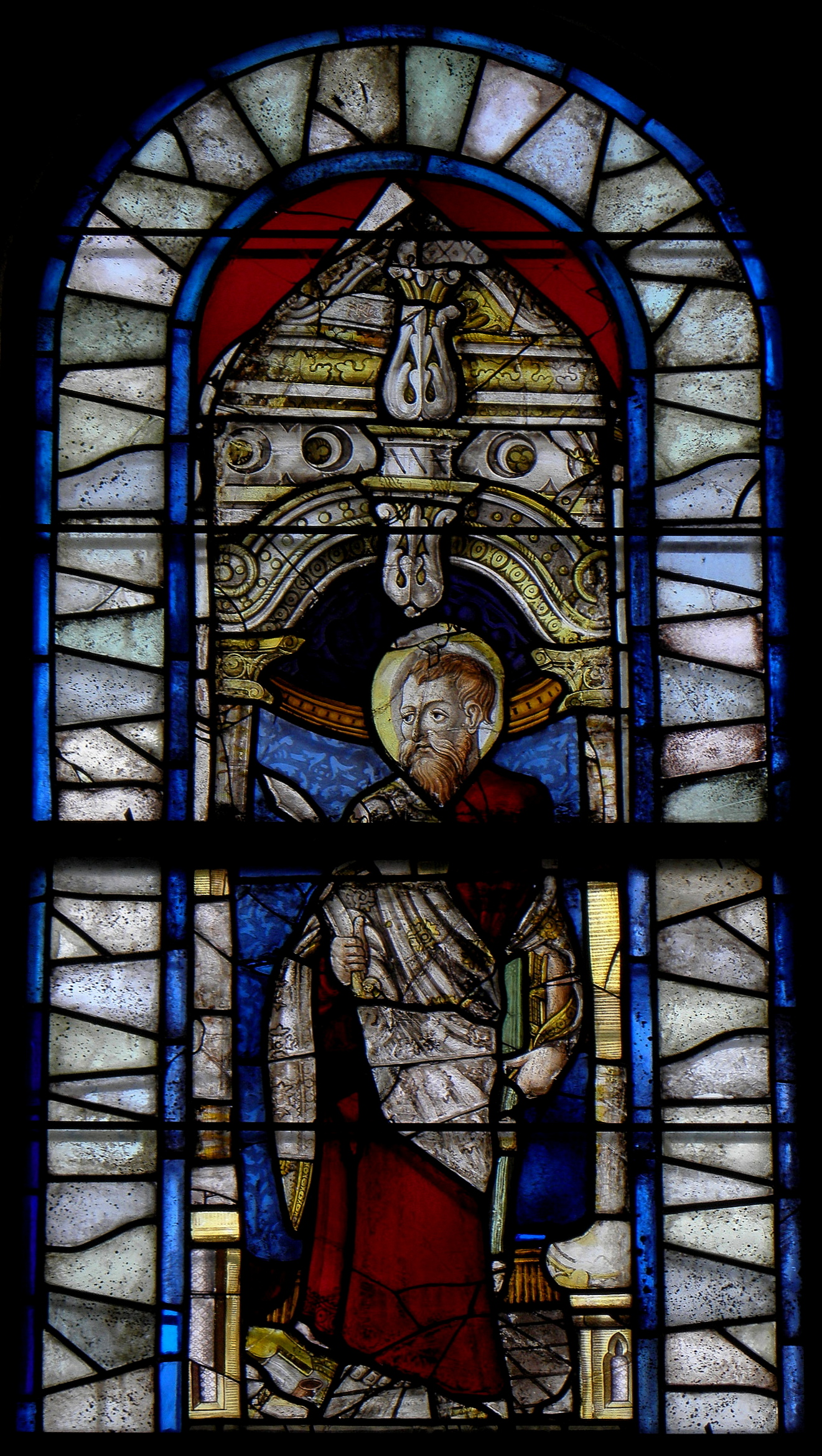
Apostel Bartholomäus
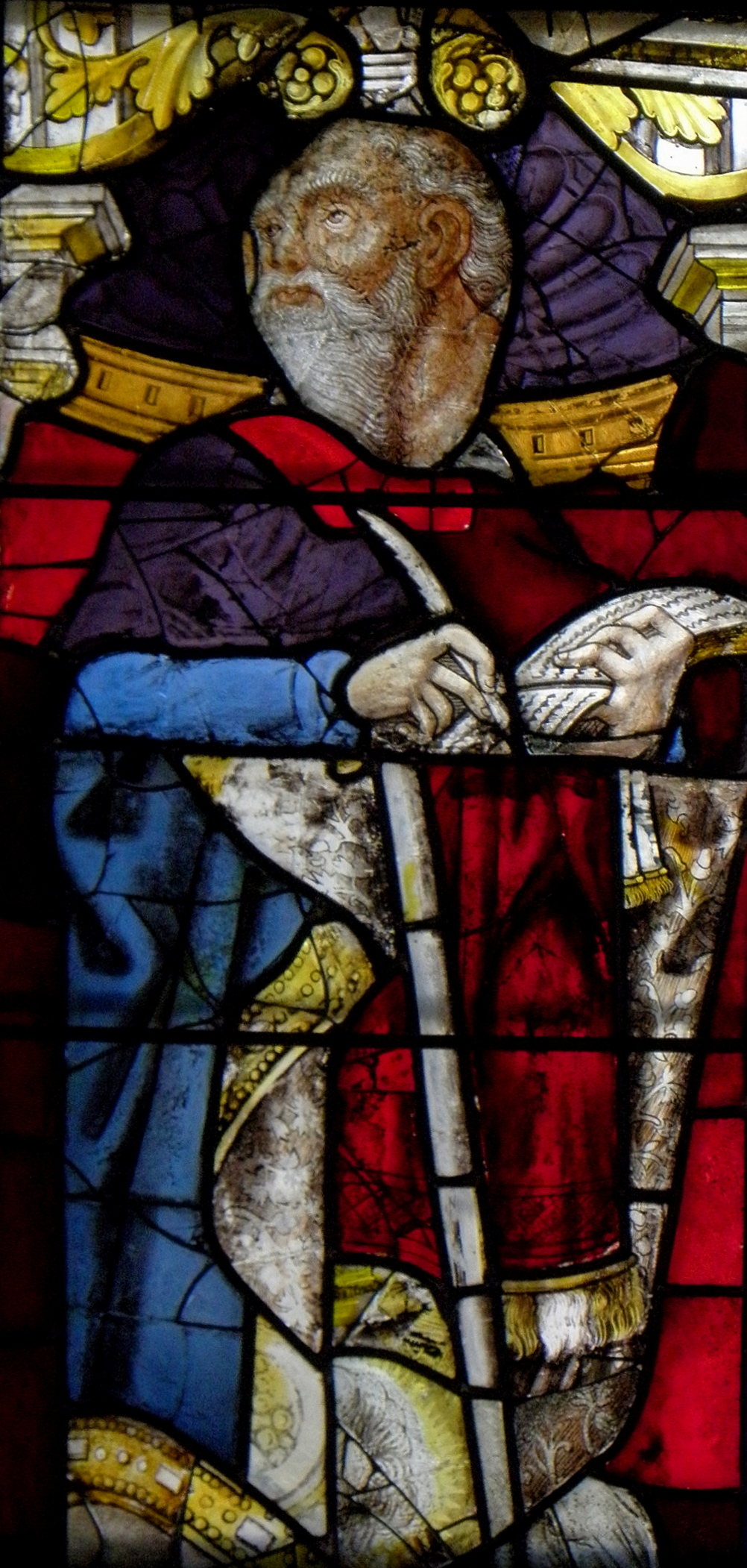
Evangelist beim Schreiben
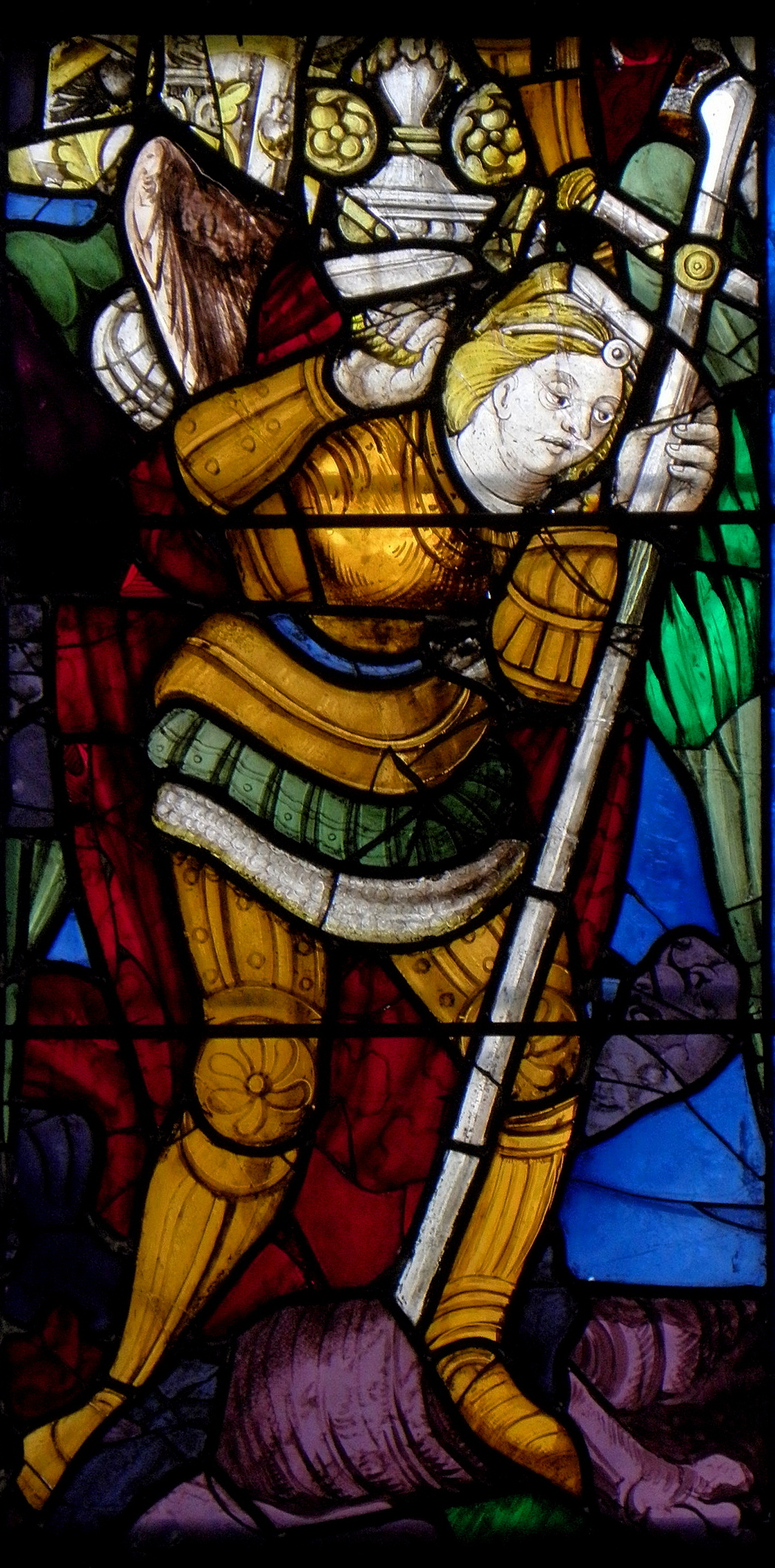
Erzengel Michael
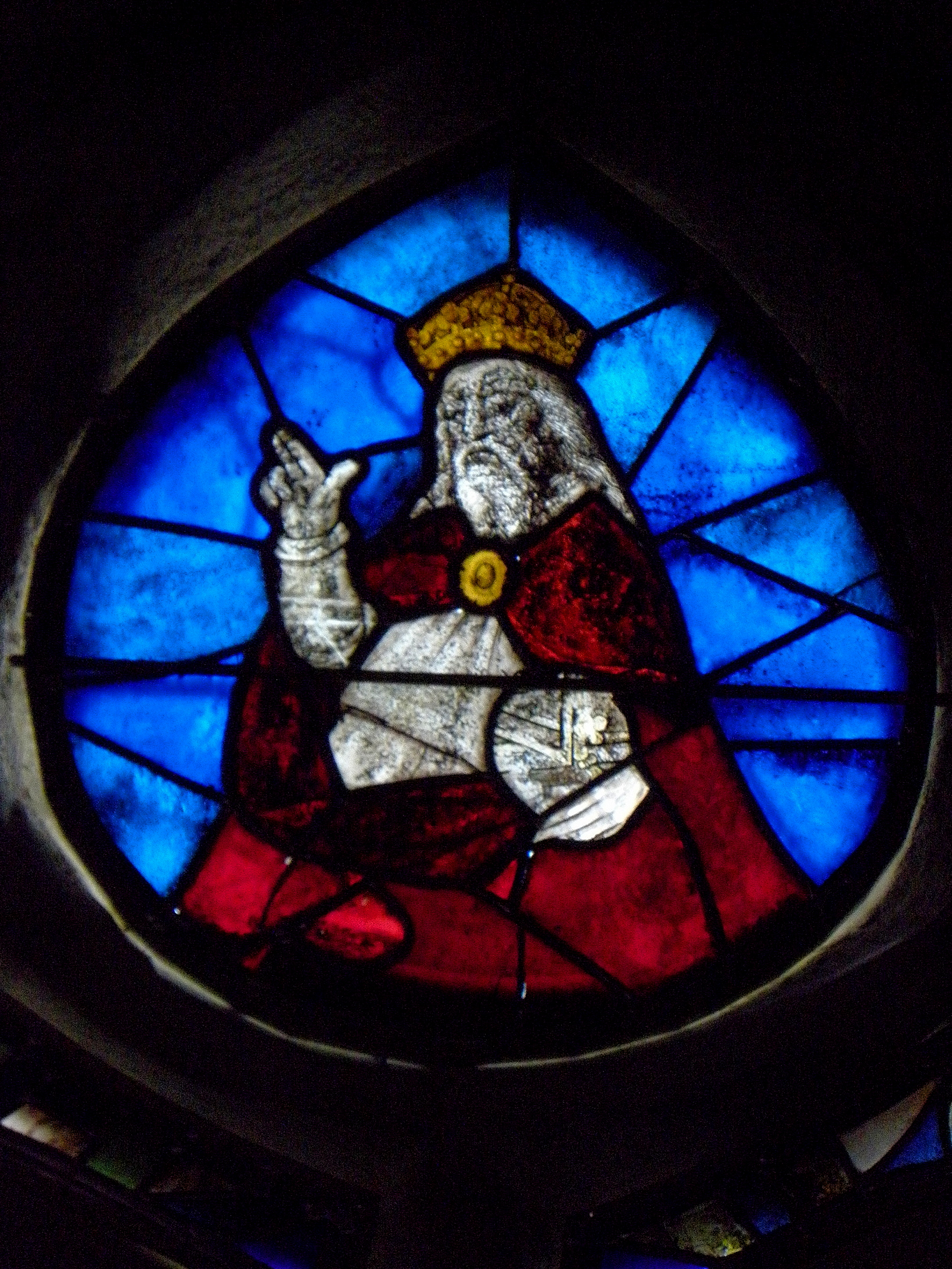
Maßwerk mit Gottvater